# Transformació de la matèria
La transformació de la matèria és el pas d'aquesta matèria d'una forma a una altra. Aquesta transformació es produeix gràcies a la presència d'una altra matèria o una font d'energia. Les transformacions de la matèria es poden classificar en tres grans categories: físiques, químiques i nuclears.
Les transformacions de la matèria poden ser:
- Reversibles (fusió...) o irreversible (descomposició...);
- endotèrmica, exotèrmica o atèrmica;
- Acompanyat per un augment en la massa (oxidació...) o una disminució de la massa (descomposició ...);
- Acompanyat per un augment de volum (dilatació) o una disminució de volum (contracció).

## Transformació física
Una transformació física és el pas d'un o diversos òrgans d'una forma a una altra, sense canviar l'estructura molecular o nuclear dels diferents components del cos involucrat. El canvi d'estat de la matèria, les deformacions i les fractures que es produeixen després d'una constricció, el desgast i l'erosió són exemples de canvi físic.

## Transformació química
La transformació química és el pas d'un o més cossos a altres cossos diferents dels primers, sense modificació de l'estructura nuclear dels diferents àtoms que constitueixen el cos involucrat. Les transformacions químiques tenen lloc a nivell molecular. El fenomen per a aquesta transformació química s'anomena una reacció química.

### Transformació biològica
La transformació biològica es refereix a una transformació química d'una substància produïda pels organismes vius o enzims.

## Transformació nuclear
La transformació nuclear és el pas d'un o més cossos a altres cossos diferents dels primers i amb aquest canvi de l'estructura nuclear dels diferents àtoms que constitueixen el cos involucrat. La transformació nuclear està transformant específicament un núclid en un altre que té un nombre de protons o de nucleons diferent. El fenomen de la transformació nuclear s'anomena reacció nuclear.